# Sainte-Foy-la-Grande
Sainte-Foy-la-Grande è un comune francese di 2 592 abitanti situato nel dipartimento della Gironda nella regione della Nuova Aquitania.

## Società

### Evoluzione demografica
Abitanti censiti